# War Eternal
Albums de Arch Enemy
Khaos Legions (en)
(30 mai 2011)
Singles
1. War Eternal
Sortie : 20 mars 2014
2. As the Pages Burn
Sortie : 28 avril 2014
3. You Will Know My Name
Sortie : 26 mai 2014

War Eternal est le neuvième album studio du groupe de heavy metal/death metal mélodique suédois Arch Enemy, édité le 9 juin 2014 par le label Century Media Records. Il s'agit du premier album, depuis Wages of Sin (2001), à voir opérer un changement dans les membres de groupe, la chanteuse Angela Gossow étant remplacée par Alissa White-Gluz, et le guitariste Christopher Amott, par Nick Cordle.

## Développement
Le 3 mars 2014, le groupe révèle le nom de l'album et sa date de sortie. Le 17 mars 2014, l'ex chanteuse Angela Gossow annonce son départ du groupe en accueillant sa remplaçante, l'ancienne chanteuse du groupe de death metal mélodique canadien The Agonist, Alissa White-Gluz. Bien qu'elle y indique avoir passé de bons moments avec le groupe, elle souhaite passer plus de temps avec sa famille et ses passions. L'ex-chanteuse restera dans les coulisses en tant que manager du groupe.

## Promotion
Le premier single, War Eternal, est dévoilé en même temps que son clip, le 20 mars 2014. La vidéo est la première de trois, produites et dirigées par Patric Ullaeus et sa société Revolver Film Company. Le second clip, You Will Know My Name, sort le 27 mai, et le troisième, No More Regrets, sort la même semaine que l'album.

## Sortie
| Lieu      | Date         | Label                 | Format |
| --------- | ------------ | --------------------- | ------ |
| Japon     | 4 juin 2014  | Trooper Entertainment | CD     |
| Europe    | 9 juin 2014  | Century Media Records | CD     |
| Amérique  | 10 juin 2014 | Century Media Records | CD     |
| Australie | 13 juin 2014 | Century Media Records | CD     |

## Liste des titres
| Édition standard | Édition standard                                 | Édition standard                      | Édition standard | Édition standard | Édition standard | Édition standard | Édition standard | Édition standard | Édition standard |
| No               | Titre                                            | Auteur                                | Durée            |                  |                  |                  |                  |                  |                  |
| ---------------- | ------------------------------------------------ | ------------------------------------- | ---------------- | ---------------- | ---------------- | ---------------- | ---------------- | ---------------- | ---------------- |
| 1.               | Tempore Nihil Sanat (Prelude in F minor) (intro) | Michael Amott                         | 1:12             |                  |                  |                  |                  |                  |                  |
| 2.               | Never Forgive, Never Forget                      | Amott, Nick Cordle                    | 3:44             |                  |                  |                  |                  |                  |                  |
| 3.               | War Eternal                                      | Amott, Cordle                         | 4:16             |                  |                  |                  |                  |                  |                  |
| 4.               | As the Pages Burn                                | Amott, Alissa White-Gluz              | 4:01             |                  |                  |                  |                  |                  |                  |
| 5.               | No More Regrets                                  | Amott, Cordle, White-Gluz             | 4:06             |                  |                  |                  |                  |                  |                  |
| 6.               | You Will Know My Name                            | Amott, Cordle                         | 4:37             |                  |                  |                  |                  |                  |                  |
| 7.               | Graveyard of Dreams (instrumental)               | Amott, Daniel Erlandsson              | 1:10             |                  |                  |                  |                  |                  |                  |
| 8.               | Stolen Life                                      | Amott                                 | 2:59             |                  |                  |                  |                  |                  |                  |
| 9.               | Time Is Black                                    | Amott, White-Gluz, Erlandsson         | 5:24             |                  |                  |                  |                  |                  |                  |
| 10.              | On and On                                        | Amott, Cordle, White-Gluz             | 4:05             |                  |                  |                  |                  |                  |                  |
| 11.              | Avalanche                                        | Amott, Cordle, White-Gluz, Erlandsson | 4:39             |                  |                  |                  |                  |                  |                  |
| 12.              | Down to Nothing                                  | Amott, Cordle                         | 3:48             |                  |                  |                  |                  |                  |                  |
| 13.              | Not Long for This World (instrumental)           | Amott                                 | 3:29             |                  |                  |                  |                  |                  |                  |
| 50:32            |                                                  |                                       |                  |                  |                  |                  |                  |                  |                  |

| Édition Digipak / Mediabook / 3xCD Artbook | Édition Digipak / Mediabook / 3xCD Artbook    | Édition Digipak / Mediabook / 3xCD Artbook | Édition Digipak / Mediabook / 3xCD Artbook | Édition Digipak / Mediabook / 3xCD Artbook | Édition Digipak / Mediabook / 3xCD Artbook | Édition Digipak / Mediabook / 3xCD Artbook | Édition Digipak / Mediabook / 3xCD Artbook | Édition Digipak / Mediabook / 3xCD Artbook | Édition Digipak / Mediabook / 3xCD Artbook |
| No                                         | Titre                                         | Auteur                                     | Durée                                      |                                            |                                            |                                            |                                            |                                            |                                            |
| ------------------------------------------ | --------------------------------------------- | ------------------------------------------ | ------------------------------------------ | ------------------------------------------ | ------------------------------------------ | ------------------------------------------ | ------------------------------------------ | ------------------------------------------ | ------------------------------------------ |
| 14.                                        | Shadow on the Wall (reprise de Mike Oldfield) | Mike Oldfield                              | 3:03                                       |                                            |                                            |                                            |                                            |                                            |                                            |
| 53:35                                      |                                               |                                            |                                            |                                            |                                            |                                            |                                            |                                            |                                            |

| Édition japonaise | Édition japonaise                          | Édition japonaise                       | Édition japonaise | Édition japonaise | Édition japonaise | Édition japonaise | Édition japonaise | Édition japonaise | Édition japonaise |
| No                | Titre                                      | Auteur                                  | Durée             |                   |                   |                   |                   |                   |                   |
| ----------------- | ------------------------------------------ | --------------------------------------- | ----------------- | ----------------- | ----------------- | ----------------- | ----------------- | ----------------- | ----------------- |
| 14.               | Breaking the Law (reprise de Judas Priest) | Glenn Tipton, Rob Halford, K.K. Downing | 2:20              |                   |                   |                   |                   |                   |                   |
| 52:52             |                                            |                                         |                   |                   |                   |                   |                   |                   |                   |

| Édition 3xCD, artbook (disque additionnel Seeds of War) | Édition 3xCD, artbook (disque additionnel Seeds of War) | Édition 3xCD, artbook (disque additionnel Seeds of War) | Édition 3xCD, artbook (disque additionnel Seeds of War) | Édition 3xCD, artbook (disque additionnel Seeds of War) | Édition 3xCD, artbook (disque additionnel Seeds of War) | Édition 3xCD, artbook (disque additionnel Seeds of War) | Édition 3xCD, artbook (disque additionnel Seeds of War) | Édition 3xCD, artbook (disque additionnel Seeds of War) | Édition 3xCD, artbook (disque additionnel Seeds of War) |
| No                                                      | Titre                                                   | Auteur                                                  | Durée                                                   |                                                         |                                                         |                                                         |                                                         |                                                         |                                                         |
| ------------------------------------------------------- | ------------------------------------------------------- | ------------------------------------------------------- | ------------------------------------------------------- | ------------------------------------------------------- | ------------------------------------------------------- | ------------------------------------------------------- | ------------------------------------------------------- | ------------------------------------------------------- | ------------------------------------------------------- |
| 1.                                                      | Never Forgive, Never Forget (Demo 2013)                 |                                                         | 3:44                                                    |                                                         |                                                         |                                                         |                                                         |                                                         |                                                         |
| 2.                                                      | No More Regrets (Demo 2013)                             |                                                         | 4:00                                                    |                                                         |                                                         |                                                         |                                                         |                                                         |                                                         |
| 3.                                                      | You Will Know My Name (Demo 2013)                       |                                                         | 4:15                                                    |                                                         |                                                         |                                                         |                                                         |                                                         |                                                         |
| 4.                                                      | On and On (Demo 2013)                                   |                                                         | 4:02                                                    |                                                         |                                                         |                                                         |                                                         |                                                         |                                                         |
| 5.                                                      | As the Pages Burn (Demo 2013)                           |                                                         | 3:50                                                    |                                                         |                                                         |                                                         |                                                         |                                                         |                                                         |
| 19:51                                                   |                                                         |                                                         |                                                         |                                                         |                                                         |                                                         |                                                         |                                                         |                                                         |

| Édition 3xCD artbook, (disque additionnel instrumental) | Édition 3xCD artbook, (disque additionnel instrumental) | Édition 3xCD artbook, (disque additionnel instrumental) | Édition 3xCD artbook, (disque additionnel instrumental) | Édition 3xCD artbook, (disque additionnel instrumental) | Édition 3xCD artbook, (disque additionnel instrumental) | Édition 3xCD artbook, (disque additionnel instrumental) | Édition 3xCD artbook, (disque additionnel instrumental) | Édition 3xCD artbook, (disque additionnel instrumental) | Édition 3xCD artbook, (disque additionnel instrumental) |
| No                                                      | Titre                                                   | Auteur                                                  | Durée                                                   |                                                         |                                                         |                                                         |                                                         |                                                         |                                                         |
| ------------------------------------------------------- | ------------------------------------------------------- | ------------------------------------------------------- | ------------------------------------------------------- | ------------------------------------------------------- | ------------------------------------------------------- | ------------------------------------------------------- | ------------------------------------------------------- | ------------------------------------------------------- | ------------------------------------------------------- |
| 1.                                                      | Never Forgive, Never Forget (instrumental)              |                                                         | 3:47                                                    |                                                         |                                                         |                                                         |                                                         |                                                         |                                                         |
| 2.                                                      | War Eternal (instrumental)                              |                                                         | 4:18                                                    |                                                         |                                                         |                                                         |                                                         |                                                         |                                                         |
| 3.                                                      | As the Pages Burn (instrumental)                        |                                                         | 4:02                                                    |                                                         |                                                         |                                                         |                                                         |                                                         |                                                         |
| 4.                                                      | No More Regrets (instrumental)                          |                                                         | 4:07                                                    |                                                         |                                                         |                                                         |                                                         |                                                         |                                                         |
| 5.                                                      | You Will Know My Name (instrumental)                    |                                                         | 4:39                                                    |                                                         |                                                         |                                                         |                                                         |                                                         |                                                         |
| 6.                                                      | Stolen Life (instrumental)                              |                                                         | 3:00                                                    |                                                         |                                                         |                                                         |                                                         |                                                         |                                                         |
| 7.                                                      | Time Is Black (instrumental)                            |                                                         | 5:26                                                    |                                                         |                                                         |                                                         |                                                         |                                                         |                                                         |
| 8.                                                      | On and On (instrumental)                                |                                                         | 4:07                                                    |                                                         |                                                         |                                                         |                                                         |                                                         |                                                         |
| 9.                                                      | Avalanche (instrumental)                                |                                                         | 4:40                                                    |                                                         |                                                         |                                                         |                                                         |                                                         |                                                         |
| 10.                                                     | Down to Nothing (instrumental)                          |                                                         | 3:51                                                    |                                                         |                                                         |                                                         |                                                         |                                                         |                                                         |
| 41:57                                                   |                                                         |                                                         |                                                         |                                                         |                                                         |                                                         |                                                         |                                                         |                                                         |

## Membres
| Arch Enemy - Alissa White-Gluz − frontwoman - Michael Amott − guitare solo et rythmique, claviers - Nick Cordle − guitare solo et rythmique - Sharlee D'Angelo − guitare basse - Daniel Erlandsson − batterie Musiciens additionnels - Per Wiberg − mellotron - Henrik Janson − orchestration, cordes - Ulf Janson − claviers, orchestration, cordes - Stockholm Session Strings − cordes | - Arch Enemy − producteur - Jens Bogren − mixage, mastering - Staffan Karlsson − ingénieur son (voix) - Nick Cordle − ingénieur son (guitares et basses) - Daniel Erlandsson − ingénieur son (guitares et basses) - Johan Örnborg − ingénieur son (batterie) - Linn Fijal − ingénieur son (cordes et claviers) - Costin Chioreanu (pl) − pochette de l'album - Patric Ullaeus − filmographie - Jens Prüter − A&R |

## Classements
| Classement (2014)                  | Meilleure position |
| ---------------------------------- | ------------------ |
| Allemagne (Media Control AG)       | 9                  |
| Autriche (Ö3 Austria Top 40)       | 13                 |
| Belgique (Flandre Ultratop)        | 39                 |
| Belgique (Wallonie Ultratop)       | 43                 |
| Danemark (Tracklisten)             | 38                 |
| Finlande (Suomen virallinen lista) | 5                  |
| France (SNEP)                      | 56                 |
| Italie (FIMI)                      | 89                 |
| Pays-Bas (Mega Album Top 100)      | 36                 |
| Suède (Sverigetopplistan)          | 40                 |
| Suisse (Schweizer Hitparade)       | 16                 |
| États-Unis (Billboard 200)         | 44                 |